# Kozaki (rejon złoczowski)
Kozaki (ukr. Козаки) – wieś na Ukrainie w rejonie złoczowskim obwodu lwowskiego.